# Casciotta d'Urbino
La Casciotta d'Urbino è un formaggio italiano a Denominazione di origine protetta, tipico della Provincia di Pesaro e Urbino.

## Storia[2]
Formaggio realizzato sin dall'antichità, era il formaggio preferito da Michelangelo e da papa Clemente XIV.
La prima apparizione ufficiale è del 1545 nel Commento alle Costituzioni del Ducato di Urbino di Solone di Campello. Di rilievo fu l'aiuto dato dai Duchi di Montefeltro e successivamente dalla famiglia Della Rovere, che dedicarono sempre grandi attenzioni alla produzione della Casciotta d'Urbino. Per mantenerne alto il livello qualitativo incoraggiarono l'utilizzo del latte delle locali pecore, migliore di quello delle pecore maremmane e dimezzarono l'importo per il transito delle pecore ai pascoli e la tassa sul trasporto del formaggio.
Nel 1982 ottenne il riconoscimento D.O. e nel 1996 D.O.P..

## Caratteristiche[4][5]
Il riconoscimento D.O.P. naturalmente è riservato solamente al prodotto che presenta determinate caratteristiche e la zona di produzione è esclusivamente riservata alla Provincia di Pesaro e Urbino. La Casciotta d'Urbino è un formaggio a pasta semicruda da tavola, composto in misura variabile dal 70% all'80% di latte ovino e per il restante di latte vaccino. L'altezza varia dai 5 ai 7 cm, il diametro dai 12 ai 16 cm, si presenta con una forma cilindrica a scalzo basso con facce arrotondate e il peso di ogni forma deve essere compreso fra gli 800 e 1200 gr.
La pasta possiede un colore bianco-paglierino, la crosta è sottile 1 mm e il grasso sulla sostanza secca deve essere almeno il 45 %.
In quanto di giovane vita il sapore è dolce, gradevole, ma leggermente acidulo conservando la componente aromatica del latte.

## Produzione[4]
La produzione della Casciotta d'Urbino segue delle rigide regole che ne certificano la qualità organolettiche e merceologiche che la Denominazione di origine protetta sancisce.
Il latte giunge al caseificio dai vari produttori a seguito di mirate ed alternate raccolte nell'intera zona di produzione D.O.P. e tramite delle cisterne apposite per garantirne l'integrità. Dopo essere sottoposto ad analisi batteriologiche e chimiche viene, attraverso moderne strumentazioni, refrigerato alla temperatura di 4 °C e pulito dalle eventuali impurità.
Successivamente viene aggiunto il caglio, solitamente di vitello e i fermenti lattici, il tutto a una temperatura di circa 35 °C. Dopo 20-30 minuti dall'aggiunta del caglio si rompe la massa cagliata, la si estrae dal siero e la si ripone negli appositi stampi forati, attualmente in plastica, ma anticamente in vimini, terracotta, ceramica o legno. La pressatura avviene effettuata con le mani, fino a conferire la caratteristica forma rotondeggiante; in seguito viene immessa in salamoia o salata a secco e riposta a temperatura di 10-12 °C, in luogo leggermente ventilato a un'umidità dell'80-90%. La maturazione è prevista in 20-30 giorni.
Una parte della produzione della Casciotta d'Urbino, per evitare l'insorgere di muffe, viene rivestita con un leggero strato di cera lucida e trasparente.